# Плешанов, Сергей Львович
Сергей Львович Плешанов (24 января 1926 года, Юрьевецкий район, Ивановская область — 24 марта 2018 года, Фурманов) — советский и российский государственный и политический деятель. Народный депутат России (1990—1993), член депутатской группы Федерации независимых профсоюзов России (1990—1993).

## Биография
Родился в Юрьевецком районе Ивановской области. С 1945 по 1950 год служил в советской армии. Являлся Ветераном Великой Отечественной войны. После возвращения из войск он поступил Костромскую торгово-кооперативную школу. Получив образование, Плешанов был направлен в Фурманов, где он работал заведующим торговым отделом местного райпо. В 1964 году он был назначен на пост директора Фурмановского торга. После присоединения треста столовых занял пост генерального директора объединения «Фурмановский торг». За долгие годы руководства предприятием Плешанов сделал его одним из лучших в СССР. При нём в городе и в области появились первые самобытные магазины самообслуживания, фруктовые бары и кафе. 25 лет подряд торг удерживал переходящее Красное Знамя Министерства торговли РФ и ЦК отраслевого профсоюза.
Активно участвовал в жизни Фурманова, неоднократно избирался депутатом городского и областного Совета. В марте 1990 года Сергей Плешанов на альтернативной основе был избран депутатом Верховного совета РСФСР, победив Первого секретаря Обкома КПСС Михаила Князюка. До 1993 года парламент являвшимся высшим органом власти новой России. В августе 2013 года ему была вручена медаль «За заслуги перед Фурмановским муниципальным районом».
Скончался 24 марта 2018 года на 93-м году жизни.

## Награды и признание
- Кавалер ордена Ленина;
- Заслуженный работник торговли РСФСР;
- Почетный гражданин города Фурманова и Фурмановского района.